# Клёнов, Василий Викторович
Васи́лий Ви́кторович Клёнов (1871 — после 1917) — царицынский городской голова, член IV Государственной думы от Саратовской губернии.

## Биография
Православный. Сын купца. Домовладелец города Царицына.
Окончил 4-классное городское училище. Посвятив себя торговле и общественной деятельности, избирался гласным Царицынской городской думы.
В 1907 году был избран городским головой и занимал эту должность более трёх лет. Особое внимание уделял народному образованию: благодаря его энергии были открыты средние учебные заведения, городские школы, училища и торговая школа, а бюджет по народному образованию увеличился почти в три раза. Заботясь о благоустройстве Царицына, провёл проект оздоровления города путём устройства скверов, расширения сети водопроводов и канализации; в это же время началась постройка центральной электрической станции. За время правления Клёнова городской бюджет возрос с 60 тысяч рублей в 1907 году до 100 тысяч рублей в 1911 году. Кроме того, состоял гласным Царицынского уездного и Саратовского губернского земских собраний.
В 1912 году был избран членом Государственной думы от Саратовской губернии. Входил во фракцию прогрессистов и Прогрессивный блок. Состоял членом комиссий: продовольственной, по рабочему вопросу, финансовой и по городским делам. Активного участия в думской деятельности не принимал, пропускал заседания по болезни. В 1915 году был вновь избран царицынским городским головой, в каковой должности состоял до июля 1917 года.
Судьба после 1917 года неизвестна. Был женат, имел двоих детей.